# Andrea Corsini
Pour les articles homonymes, voir Andrea Corsini (historien des sciences), Corsini et Corsini (homonymie).
Andrea Corsini (né le 11 juin 1735 à Florence, province de Florence en Toscane, alors capitale du Grand-duché de Toscane et mort le 18 janvier 1795 à Rome) est un cardinal italien du XVIIIe siècle. 
Il est un grand-neveu du pape Clément XII et un neveu du cardinal Neri Maria Corsini.

## Biographie
Le pape Clément XIII le crée cardinal lors du consistoire du 24 septembre 1759. 
Le cardinal Corsini est camerlingue du Sacré Collège en 1771. Il est nommé préfet du Tribunal suprême de la Signature apostolique et membre de la commission chargée de réaliser la suppression des Jésuites en 1773. 
Le cardinal Corsini est préfet de l'économie du Collegio Romano et du séminaire romain et vicaire général pour la ville de Rome et son district.

### Sources
- Fiche du cardinal Andrea Corsini sur le site fiu.edu